# ESSEC Business School
Ne doit pas être confondu avec ESEC ou INSEEC.
L'ESSEC Business School (ou ESSEC), de son nom complet École supérieure des sciences économiques et commerciales, est une grande école de commerce et de gestion française, de statut associatif à but non lucratif (association loi de 1901) fondée en 1907 et dont le campus principal est situé à Cergy. Elle possède également des implantations à La Défense, Rabat et Singapour, qui servent notamment aux programmes ESSEC Global BBA et ESSEC Executive MBA.
Fondée par des jésuites en réponse à la création de HEC Paris, avec qui elle est en concurrence historique,, elle est longtemps restée indépendante de toute chambre de commerce et d'industrie avant de passer en 1981 sous le contrôle de celle de Versailles, devenue la CCI de Paris Île-de-France en 2013. Elle est membre de la CY Alliance, anciennement Université Paris-Seine.
Le groupe ESSEC délivre de nombreuses formations à la gestion et au management, notamment à travers son cursus post-classes préparatoires appelé « Programme Grande École » conférant le grade de master. Elle délivre également un « BBA » (Bachelor in Business Administration), des mastères spécialisés (MS), une maîtrise en administration des affaires (MBA) et des doctorats.
Reconnue pour son excellence, l'ESSEC est régulièrement citée comme l'une des meilleures écoles de commerce en France et dans le monde pour ses diplômes d'établissements de Master en Management et de MBA, dans des revues grand public comme le Financial Times, The Economist, Le Figaro et Challenges. En France, elle côtoie généralement dans les classements HEC, l'ESCP, l'EDHEC, et l'EM Lyon, l'ESSEC y étant placée de la 2e à la 3e place selon les publications,,,.
À l'instar des autres grandes écoles françaises réputées pour leur sélectivité, l'ESSEC est régulièrement associée à l'élitisme et la technocratie qui sont une source de critiques depuis sa création. Elle se démarque cependant depuis quelques années par ses politiques d'ouverture sociale et l'intronisation d'un enseignement axé sur la transition écologique.

## Histoire

### Création (1907-1913)

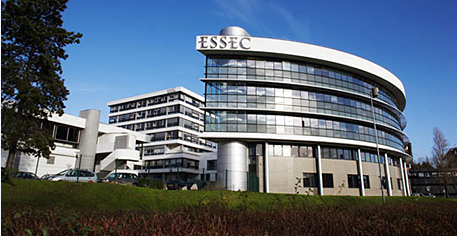
Campus de l'ESSEC à Cergy.

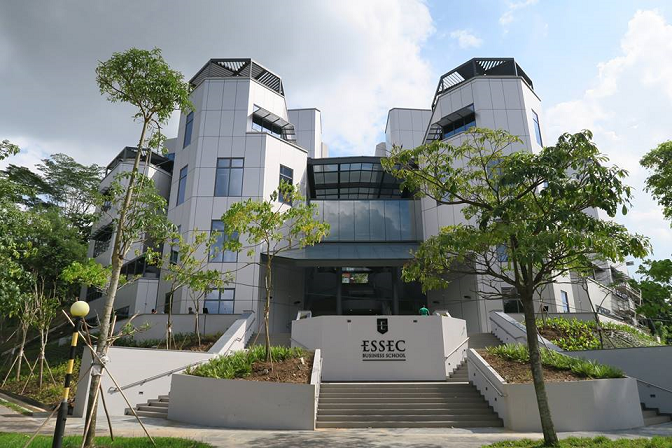
Campus de l'ESSEC à Singapour.

L'École supérieure des sciences économiques et commerciales (ESSEC) a été fondée en 1907 sous le nom d’Institut économique par Ferdinand Le Pelletier à Paris. Sa création s'inscrit dans la mouvance d'autres écoles de commerce privées créées sous tutelle catholique au début du XXe siècle : HEC Nord (qui deviendra l'Edhec) par l'Institut Catholique de Lille ou l'ESSCA par l'Institut Catholique d'Angers. La loi Falloux de 1854 a en effet permis l'essor de l'enseignement secondaire religieux. Dans un contexte difficile, marqué par l'affaire Dreyfus (1895) et la loi de séparation de l'Église et de l'État (1905), l'Église cherche à retrouver de l'influence, notamment en diffusant ses valeurs morales dans le monde économique et en formant une nouvelle génération de dirigeants d’entreprises.
Dans ce contexte de lutte des congrégations religieuses contre les valeurs laïques et républicaines, l'ESSEC est une réplique catholique tardive à la création d'HEC. Leur but est de « former des dirigeants pour la carrière commerciale et économique, qui réclame des hommes compétents, imprégnés de valeurs chrétiennes et humaines ». Elle est d'abord située à l'École Sainte Geneviève (créée par des jésuites en 1854). L'ESSEC dispose alors de larges moyens matériels : petites salles convenant au travail en effectif réduit et même un laboratoire de chimie. La première promotion compte sept étudiants et les études durent deux ans. En 1909, une troisième année facultative est introduite[source insuffisante].
Le cursus ne détonne pas par son originalité en se structurant autour d'un ensemble incluant le droit, la comptabilité, les langues et les techniques. C'est par l'introduction de valeurs morales chrétiennes que l'ESSEC entend se démarquer : les élèves assistent chaque semaine à la conférence d'apologétique à la chapelle de l'École Sainte-Geneviève. Un enseignement technique (calligraphie, sténographie, rédaction de documents commerciaux) se couple à un enseignement scientifique (physique, chimie, visites d'usines). Il est possible d'intégrer la section élémentaire de l'école en sortant de première ou en étant titulaire d'un baccalauréat non scientifique, et d'intégrer la première année si l'on est titulaire d'un baccalauréat scientifique ou en venant de la section élémentaire et en ayant réussi un examen.

### Début laborieux (1913-1940)
En 1913, les locaux de l'école sont saisis à la suite de la loi de séparation des Églises et de l'État de 1905, obligeant l'ESSEC à rejoindre ceux de l'Institut catholique de Paris (ICP). L'ESSEC prend alors son nom actuel. Ses moyens sont réduits : elle ne dispose plus que d'un amphithéâtre prêté par l'ICP, la section élémentaire est supprimée et des cours magistraux sont donnés par les professeurs de la faculté. Les disciplines enseignées, qui resteront quasiment les mêmes jusqu'en 1960, sont alors les langues, l'histoire du commerce, la géographie commerciale, l'économie politique, le droit et la comptabilité. Une place importante est donnée aux langues, avec dix heures hebdomadaires (quatre heures d'anglais et d'allemand, une heure d'italien et d'espagnol). Avec sept cours de droit sur les deux années, l'ESSEC peine à se distinguer d'une faculté de droit et se cherche une légitimité.
L'école survit difficilement aux mobilisations de la guerre : en 1914, elle ne compte plus que quatre élèves en première année et deux en seconde. Elle ferme provisoirement ses portes et rouvre en 1915. La troisième année facultative est fermée et l'école ne retrouve une stabilité financière qu'à partir de 1920 où elle accueille plus de 50 étudiants en première année et 150 en 1930. En 1923, l'association des diplômés est créée: un fonds de solidarité pour les veuves et les orphelins de la guerre se met en place. En 1926, le premier annuaire des diplômés est publié et en 1929, les premiers cours de morale des affaires sont donnés[source insuffisante].
La crise des années 1930 vient briser cet élan : l'ESSEC doit baisser ses frais de scolarité car les étudiants se réfugient dans des valeurs jugées plus sûres comme la fonction publique ou le droit. L'arrivée des classes creuses de 1914-1918 et la crise économique augmentent encore la difficulté de la situation. L'école se voit contrainte d'accepter d'office les bacheliers, les non-bacheliers sur examen et même des auditeurs libres qui viennent suivre les cours sans prétendre au diplôme, moyennant des frais de scolarité.
En 1932, le Bureau des élèves (BDE) est créé et en 1937 les premières bourses sont distribuées, marquant le début de la politique d'aides sociales[source insuffisante].

### Décollage (1940-1960)
Le décollage se fait sous l'impulsion de Camille Donjon (Père Donjon) à partir de 1939 avec la mise en place de la sélection à l'entrée. Une classe préparatoire à l'examen est mise en place en 1941 qui devient un concours en 1947, le nombre de candidats le permettant. L'ESSEC (avec HEC et l'EDHEC) refuse cependant de rejoindre le système unifié et consulaire des ESCAE fixé par le décret du 3 décembre 1947. L'État prend désormais en charge l'implantation des classes préparatoires sur le territoire (il y en a une trentaine à l'époque, pour une vingtaine d'ESC). En échange, les ESCAE délivrent un diplôme commun, passent leur scolarité de deux à trois ans et s'organisent en réseau avec épreuves et sujets communs à l'écrit des concours.
Si HEC et l'ESCP rejoignent ce système, l'ESSEC se positionne en challenger et garde ses propres classes préparatoires et concours. Deux systèmes cohabitent ainsi. Pour se situer au niveau de ses concurrentes, l'ESSEC passe toutefois sa scolarité de deux à trois ans dès l'année 1947. Cette situation dure jusqu'en 1951, date à laquelle l'ESSEC ferme ses classes préparatoires pour s'ouvrir aux candidats des classes préparatoires publiques, plus nombreuses, et éviter ainsi la marginalisation de son concours.
Si la direction de l'ESSEC critique le modèle universitaire, elle comprend bien que la légitimité de l'école passe par une reconnaissance accrue de l'État, qui la reconnait en 1942 et vise son diplôme à partir de 1962. L'école multiplie également les équivalences : Chemins de fer français et Banque de France en 1937, Diplôme d'études supérieures en comptabilité (DESC) en 1967 et en 1970 le diplôme de l'ESSEC permet de se présenter au concours de l'ENA et du CAPET.
Entre 1945 et 1950, l'ESSEC innove peu et tire sa crédibilité académique du droit, ce qui répond aux attentes des familles bourgeoises : 64 % des étudiants suivent des études de droit à l'université en parallèle de l'ESSEC en 1964. Les méthodes pédagogiques sont très scolaires et passent par des cours magistraux. Des pointeuses contrôlent la présence des étudiants jusque dans les années 1960. Faute de moyens et sous l'influence de l'Institut catholique de Paris, la promesse initiale d'une pédagogie adaptée au rythme de chacun n'est pas tenue. En 1950, le premier stage obligatoire est mis en place. D'une durée de 3 mois, il se déroule en fin d'études. À partir des années 1950, des critiques se font entendre envers la tutelle de l'ICP. Les étudiants de l'ESSEC revendiquent leur différence par rapport aux autres étudiants de la faculté qui ne forment pas un groupe aussi soudé. L'ESSEC n'a en effet pas d'autonomie juridique ou administrative vis-à-vis de l'ICP[réf. nécessaire].
La vie associative se met en place au début des années 1960 avec la création des Mardis de l'ESSEC en 1961 et de la Junior Entreprise en 1967.

### Mutation (1960-1970)
En 1960, Gilbert Olivier remplace le Père Donjon à la tête de l'ESSEC. L'arrivée de ce laïc à la tête de l'école, couplée aux évolutions liées à la concurrence, vont faire fléchir l'identité chrétienne de l'école. Il commence par lancer une enquête auprès des étudiants sur le contenu des cours et la pédagogie mise en place : seuls 47 % des étudiants de première année sont satisfaits, 21 % des secondes années et 22 % des troisièmes années. La pédagogie peu personnalisée et la prépondérance des cours de droit dispensés par des professeurs de l'Institut catholique de Paris est dénoncée. L'enseignement est jugé « scolaire, sérieux et manquant d'ouverture d'esprit ». L'enquête souligne que 7 % des premières années pensent que l'ESSEC est passive, 29 % en seconde année et jusqu'à 37 % en troisième année.
Devant les résultats de cette enquête, une réforme progressive se met en place. Les matières techniques telles que la chimie et la physique sont abandonnées, le contenu des enseignements s'adapte à l'entreprise et le facteur humain est pris en compte avec la mise en place de cours de sociologie et de ressources humaines. En 1965, des cours de marketing apparaissent. Des conférences de méthode sont mises en place, comme à HEC et à Sciences Po et l'enseignement programmé est importé des États-Unis. Le recrutement se diversifie avec l'ouverture aux Admis sur Titre (AST) en 1966 qui marque également l'ouverture de l'école aux femmes, les classes préparatoires ne leur étant pas encore ouvertes. L'école compte 17 AST en 1968 et 52 en 1975.
Le concours est remanié en 1969 avec la disparition des épreuves de chimie et de physique et surtout un remodelage de l'oral qui vise désormais à tester le raisonnement logique des candidats et plus uniquement leurs connaissances. Les tests psychotechniques et les entretiens de personnalité sont instaurés. Gilbert Olivier tente également de réformer le programme des classes préparatoires pour les rapprocher de l'enseignement commercial mais doit abandonner devant l'opposition d'HEC et des autres ESC.

### Installation à Cergy et émancipation de l'ICP (1970-1990)
Les effectifs grandissent et l'école manque de place. Elle occupe désormais trois amphithéâtres à l'Institut catholique de Paris et en 1971 les services administratifs sont déménagés vers le boulevard Raspail. En 1965 une commission est mise en place pour réfléchir aux possibilités de déménagement de l'ESSEC. Des projets sont envisagés à Bagneux et Gentilly puis abandonnés. Le 5 juillet 1967, une option est prise par l'ESSEC sur un terrain de la ville nouvelle de Cergy-Pontoise où fut construit le campus actuel.
Parallèlement, l'ESSEC s'émancipe de l'ICP. En 1968, cette dernière reconnaît l'indépendance financière et administrative de l'école. En 1969, le groupe ESSEC est fondé, constitué de l'école, du CerESSEC (Centre de Recherche) et de l'Issec (Institut des cadres). L'ICP garde néanmoins un tiers des sièges du conseil d'administration et la nomination du directeur de l'école doit être approuvée par le recteur de l'ICP, qui garde également un droit de regard sur les professeurs de l'ESSEC.
Le déménagement vers Cergy-Pontoise est diversement accueilli par la communauté : les étudiants (600 à l'époque) le jugent absurde, d'autant qu'aucun train n'y conduit directement. Il faut prendre un train jusqu'à Nanterre puis une navette. Il est à noter toutefois qu'un projet d'aérotrain était alors prévu permettant de relier La Défense à Cergy en moins de dix minutes. Il sera abandonné en 1975 et la ligne L dessert Cergy dès 1979 et le RER A dès 1988. Certains professeurs alimentent la polémique, conscients qu'un tel déménagement entraine nécessairement un renouvellement du corps professoral. Les étudiants vivent ensemble dans les HLM de l'AlegESSEC, contribuant à leur cohésion. La nouvelle école « s'étend sur 1 700 m2 et comprend un grand amphithéâtre de trois cents places, huit petits amphithéâtres de quatre-vingts places équipés de télévisions en circuit fermé, un centre de calcul, un vaste laboratoire de langue, une bibliothèque, une salle omnisports, un restaurant universitaire et 48 salles de cours ». Le bâtiment se veut un anti-campus : l'école est insérée dans la ville et ouverte sur l'extérieur, mélangeant élèves et habitants à la différence de celui d'HEC à Jouy-en-Josas. Ses locaux d'accueil (foyers, cafétérias, chapelle) devaient être à la disposition des Cergyssois. En échange, les étudiants disposaient des équipements et des logements HLM de la ville.
Avant 1971, l'ESSEC s'appuie essentiellement sur des cadres travaillant en entreprise pour son enseignement. À partir de son implantation à Cergy, l'ESSEC met en place un corps professoral permanent. Les bourses octroyées par la FNEGE pour financer les études aux États-Unis de jeunes professeurs ou de cadres désireux de se reconvertir vers l'enseignement afin de combler le déficit en savoir managérial français permettent à l'ESSEC de se constituer un vivier de professeurs qualifiés. En 1972, sur 20 professeurs, on compte alors 9 anciens ESSEC ayant complété leur formation aux États-Unis. Cette arrivée de boursiers FNEGE, revenus des États-Unis pleins d'idées, va enclencher la réforme du cursus. Un tronc commun est mis en place en première année articulé autour des fondamentaux tandis qu'un parcours à la carte est instauré dès la deuxième année. Il est encore en vigueur aujourd'hui. Une durée minimum de 12 mois de stage est également mise en place, que l'étudiant peut réaliser quand il le souhaite. Le projet jésuite initial d'une pédagogie fondée sur la responsabilisation et l'individualisation des études revient ainsi de manière sécularisée.
La sélectivité de l'ESSEC s'accroit de manière significative : de sept cents candidats en 1960, elle en compte deux mille huit cents en 1973.
Pour s'installer à Cergy, l'ESSEC, ne disposant d'aucun fonds public, s'endette considérablement auprès de la Caisse d'Épargne et de l'ANFESP (Association nationale pour le financement d'équipement scolaire privé), le conseil général du Val-d'Oise se portant garant. Les remboursements s'élèvent à 4 à 5 millions de francs par an. Ces frais financiers représentent 11,7 % du budget de l'ESSEC en 1975 (contre 5 % pour l'INSEAD). Le budget de fonctionnement explose, passant de 6 millions de francs en 1972 à 28 millions en 1979. Les frais de scolarité augmentent et atteignent 11 400 francs en 1978-1979, soit le double de ceux d'HEC. En 1979, la crise financière éclate, exacerbée par un contexte de taux d'intérêt élevés et d'un ralentissement économique lié au choc pétrolier. L'école accuse un déficit de 10,4 millions de francs cette année-là. La taxe d'apprentissage, la formation continue et l'implication des anciens sont envisagées comme sources de financement, mais encore trop faibles pour faire face aux échéances. La question de la nationalisation de l'ESSEC et de son rattachement à l'université est mise sur la table, des idées entrant dans le champ des possibles avec l'élection de François Mitterrand à la présidence de la République.
Gilbert Olivier y est fermement opposé, y voyant un échec du projet initial de l'école de s'émanciper du système d'enseignement supérieur public. Le sauvetage est rendu possible par la Chambre de commerce de Versailles (CCIV) qui injecte 10 millions de francs pour combler le déficit de l'ESSEC, rachète 51 % de la SCI ESSEC pour 12 millions de francs et s'engage à verser une subvention annuelle de 6 millions de francs de 1982 à 1989. En échange, l'ESSEC conserve son autonomie juridique (et ne devient pas un service de la CCIV comme c'est le cas d'HEC et de l'ESCP avec la CCIP) et se dote d'un système de gouvernance avec directoire et conseil de surveillance. Cette intrusion d'une tutelle ainsi que l'absence de représentation des étudiants et des professeurs dans l'assemblée générale et le directoire déclenchent des grèves et le lancement de pétitions. L'accord est finalement signé le 6 avril 1981. La crainte d'une mainmise de la CCIV sur l'école et sa pédagogie ne se révèlera finalement pas fondée.
À partir de 1981, l'ESSEC est à l'abri de toute perspective de faillite mais son ambition est bridée par ses moyens financiers. Les années 1980 seront source d'instabilité pour l'école mais cette dernière continue à innover : lancement de chaires et du premier mastère spécialisé en 1986, mise en place de l'apprentissage en 1994…

### Évolutions récentes (2000-aujourd'hui)
En 1999, l'école décide de changer l'appellation de son programme Grande École pour la dénomination de MBA (Master in Business Administration), un standard anglo-saxon normalement réservé aux cadres possédant déjà de nombreuses années d'expérience. L'ESSEC entend alors mettre en avant son accréditation par l'AACSB (organisme d'accréditation américain) ainsi que les 18 mois de stages de ses étudiants, chiffre le plus élevé de toutes les écoles de commerce françaises. Des écoles comme l'ESC Grenoble (GEM) ou ICN Nancy se déclarent prêts à la suivre dans cette voie. L'ESSEC revoit alors ses accords internationaux pour les porter au niveau de MBA ou de Master. Un étudiant de l'ESSEC faisant alors un double-diplôme avec une université partenaire peut en revenir avec un MBA plus traditionnel (pour cadres ayant déjà de l'expérience professionnelle) délivré par ce partenaire.
Ce positionnement de MBA est critiqué par HEC, l'EM Lyon ou encore l'Université Paris-Dauphine, à tel point qu'Ali Laïdi dans son livre Les Secrets de la guerre économique (2004) affirme qu'HEC aurait monté une opération de déstabilisation de l'ESSEC en attaquant notamment son positionnement de MBA. L'affaire entraîne une ouverture d'enquête par la Chambre de commerce de Paris et un démenti catégorique est apporté par HEC.
En 2005, l'ESSEC agrandit son campus avec l'inauguration du bâtiment du Nautile (6 500 m2) destiné aux professeurs puis en 2007 avec la salle polyvalente du Dôme 2 400 m2, capacité de 2 700 places debout) et le Galion 6 500 m2). Les réalisations sont signées Marc Seifert, fils de Ivan Seifert qui avait dessiné le campus originel en 1973. Elles s'inscrivent dans la continuité des bâtiments déjà existants. En 2008, la bibliothèque est agrandie et rénovée 3 000 m2) de même que l'espace de restauration en 2009.
En mars 2006, l'ESSEC Business School inaugure un campus à Singapour au sein de la National Library, l'ESSEC Asian Center.
En 2009, l'école est condamnée à requalifier en CDI les contrats de 19 enseignants vacataires et à verser 1 million d'euros de dommages et intérêts et de rappels de salaires.
En 2010, l'ESSEC présente son plan stratégique pour 2010-2015. Le portefeuille de programme est repositionné : l'EPSCI (programme post-bac) devient le bachelor de l'ESSEC, à ne pas confondre avec le PGE. L'appellation de MBA est abandonnée pour celui de
Msc in Management (en) pour le PGE. La communication du groupe est unifiée sous le nom ESSEC Business School. Une levée de fonds de 150 millions d'euros est prévue. L'objectif est de faire partie des 20 meilleures Business Schools dans le monde, d'intégrer les 10 meilleures écoles en Asie et de s'imposer durablement dans le top 5 européen[réf. nécessaire]. L'abandon de l'appellation de MBA est une vraie rupture stratégique pour l'école. Son programme n'apparaissait ni dans le classement du Financial Times des Masters in Management depuis sa création en 2005 ni dans celui des MBA du fait de son caractère hybride. Le directeur général de l'époque, Pierre Tapie, ne regrette cependant pas cette décision de 1999, car il estime que l'école y a gagné en notoriété. En effet, en 2007, le Wall Street Journal avait classé ce programme Grande École ESSEC MBA 7e mondial, devant HEC et l'INSEAD.
L'école multiplie les accords de doubles diplômes : avec l'Institut indien de management d'Ahmedabad en 2006, avec Centrale Paris et l'Université Keiō en 2009, avec l'École du Louvre, l'ENSAE et Saint-Cyr en 2010, avec l'ENS en 2011, avec l'Université du Queensland et trois institutions sud-coréennes en 2014 ou encore avec l'université Bocconi en 2015.
En 2011 une crise éclate entre Pierre Tapie et le corps professoral sur fond de désaccords stratégiques.
En 2013, l'ESSEC est le premier établissement à se doter de l'intranet carrières développé par JobTeaser, afin d'améliorer l'insertion professionnelle de ses étudiants.
En 2014, l'école renoue avec l'équilibre budgétaire après un déficit de sept millions d'euros l'année précédente.
La même année, Jean-Michel Blanquer, le directeur général de l'école nommé en 2013, annonce le plan stratégique « ESSEC 3I 2020 » (Internationalisation, Innovation et Implication). L'internationalisation passe entre autres par un nouveau campus ESSEC Asie-Pacifique, qui ouvre en 2015 et un campus ESSEC Afrique-Atlantique qui ouvre en 2017, l'innovation par une alliance stratégique avec l'école CentraleSupélec, et l'implication par la possibilité pour les étudiants de créer leurs propres cours et la mise en place de mentors. L'école lance ses premiers MOOCs et inaugure son fablab, le K-Lab. En février 2019, l'ESSEC lance son 5e campus : le campus numérique augmenté[réf. souhaitée].

### Liste des directeurs
| Année d'arrivée | Année de départ | Nom                     |
| --------------- | --------------- | ----------------------- |
| 1939            | 1960            | Camille Donjon          |
| 1960            | 1980            | Gilbert Olivier         |
| 1980            | 1987            | Julien Louis Coudy      |
| 1987            | 1988            | Jean-Claude Tournand    |
| 1988            | 1989            | Jean Castarède          |
| 1990            | 1997            | Jean-Pierre Boisivon    |
| 1998            | 2000            | Gérard Valin            |
| 2001            | 2013            | Pierre Tapie            |
| 2013            | 2017            | Jean-Michel Blanquer    |
| 2017            |                 | Vincenzo Esposito Vinzi |

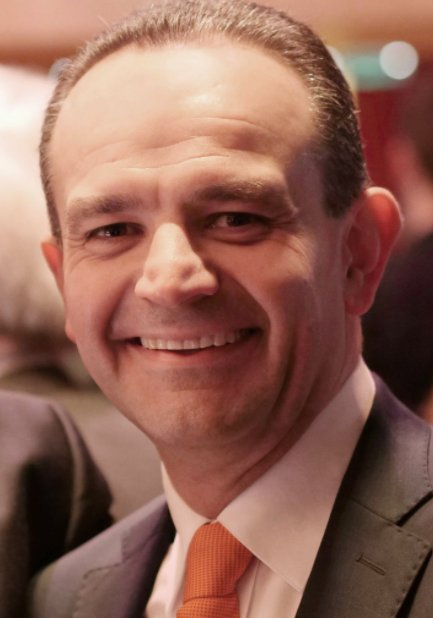
Vincenzo Esposito Vinzi, directeur général du groupe ESSEC depuis 2017.

En 2017, Jean-Michel Blanquer quitte la direction générale du groupe ESSEC après avoir été nommé ministre de l'Éducation nationale par Emmanuel Macron dans le gouvernement d'Édouard Philippe. Vincenzo Esposito Vinzi lui succède à la direction du groupe.

## Institution

### Gouvernance
Le groupe ESSEC est une association loi de 1901 à but non lucratif (précédemment consulaire).
Sa direction est assurée par son directeur général, assisté de son comité exécutif, composé notamment des doyens des programmes, des professeurs et de la recherche.

### Accréditations
- AACSB (en) (Association to Advance Collegiate Schools of Business), depuis 1997, que l'école est la première à obtenir hors Amérique du Nord, lançant ainsi la course aux accréditations des écoles de commerce françaises[46] ;
- EQUIS (European Quality Improvement System), depuis 2003[47] ;
- AMBA (Association of MBAs), depuis 2017, son retard relatif (ses rivales HEC et ESCP étant accréditées AMBA en 2002[48] et 2006[49], respectivement) pouvant s'expliquer par le positionnement hybride de son programme Grande École entre 1999 et 2010 (comme un MBA) qui a pu retarder l'entrée dans la procédure, qui prend entre 3 et 5 ans[50].

L'établissement est membre de la Conférence des grandes écoles, qui a été présidée par le directeur général de l'ESSEC Pierre Tapie entre 2009 et 2013.

### Budget
Face à ses rivales historiquement financées par la Chambre de commerce et d'industrie de Paris, l'ESSEC a dû innover pour trouver de nouvelles sources de financement. Elle a ainsi développé l'apprentissage, dont la taxe d'apprentissage fournit 22 % du budget de l'école contre 10 à 15 % du budget des autres grandes écoles en 2011,, et le mécénat qui fournit 8% du budget.
Le budget s'élève à 140 millions d'euros en 2018.

### Partenariats internationaux
En 2011, l'ESSEC est cofondatrice (avec l'Université de Mannheim, l'université Fudan, l'Université Keiō et le Dartmouth College) du Council on Business and Society, alliance mondiale d'institutions académiques dont l'objectif est d’organiser des forums à travers le monde pour sensibiliser aux différents enjeux et thématiques managériales et économiques contemporaines, grâce au rayonnement scientifique de ces écoles, leur programme de recherche réputé et aux liens qu’elles entretiennent avec les acteurs économiques.

### Fondation ESSEC
La fondation ESSEC est créée en 2011 4 Alumni avec le soutien de l’École et est placée sous l'égide de la Fondation de France.
En 2016, Thierry Fritsch succède à Gilles Pélisson à sa tête. Si ses rivales HEC et ESCP Europe ont leur fondation bien avant 2011 (respectivement 1972 et 2005), l'ESSEC estime ne pas être en retard sur le sujet car a longtemps profité de son statut d'association pour faire ses levées de fonds et faisait partie des premières écoles à en lancer dès 2002.

## Enseignement et recherche

### Master in Management
Après une année de tronc commun où l'accent est mis sur les cours dits fondamentaux, les étudiants organisent eux-mêmes leur parcours trimestre par trimestre sous réserve de valider au minimum 25 cours de gestion, douze mois d'expérience professionnelle significative (stages et apprentissage) et six mois d'expérience à l'international (échanges universitaires, stages, association). Chaque étudiant est accompagné par un tuteur (généralement un cadre supérieur issu du monde de l'entreprise) tout au long de son parcours. Les étudiants ont ainsi la possibilité, entre autres :
- de sélectionner leurs cours parmi un catalogue d'environ deux cents cours différents, en français ou en anglais, couvrant l'ensemble des aspects des sciences économiques et commerciales ;
- d'effectuer un apprentissage au sein d'une entreprise, permettant l'exonération totale des frais de scolarité en plus d'un salaire mensuel sur une durée de 2 ans, ou des stages en France ou à l'étranger. L'ESSEC a été la première école de commerce à instaurer l'apprentissage dès 1993[57] : environ un tiers de ses étudiants choisissent cette option ;
- de se spécialiser avec un double-diplôme français (CentraleSupélec, ENS Ulm, Saint-Cyr, École du Louvre, ENSAE, etc.) permettant d'obtenir les diplômes de l'ESSEC et de l'institution partenaire, avec des parcours spécialisés en droit (Université Panthéon-Assas Paris-II) et en médecine (Université Paris-Cité), ou avec de chaires spécialisées ;
- d'effectuer un échange à l'international au sein d'établissements de renommée mondiale (avec l'université de Chicago, le Dartmouth College, ou l'université Berkeley aux États-Unis, ou l'université Tsinghua en Chine, parmi 94 autres) ou un double-diplôme (avec l'université de Queensland, Brisbane en Australie, l'université commerciale Luigi Bocconi de Milan en Italie, l'université de Mannheim en Allemagne, l'IIM Ahmedabad en Inde, l'université nationale de Séoul en Corée du Sud, l'université de Pékin en Chine, l'Escuela de Graduados de Administración de Empresas / EGADE au Mexique, l'université Keiō au Japon, l'université de technologie de Nanyang à Singapour) ;
- de cumuler leur cursus ESSEC avec une licence universitaire ou un diplôme de l'institut d'études politiques de Paris. En 2008, le major du concours HEC a ainsi choisi l'ESSEC pour cette flexibilité de l'école[58], qui lui a permis de s'inscrire en licence de mathématiques à Paris-VI, puis à l'université Stanford aux États-Unis.

Selon l'enquête emploi et carrière de 2016 portant sur la promotion Grande École 2015, 70 % des étudiants avaient trouvé un emploi avant l'obtention de leur diplôme (le pourcentage monte à 98 % six mois après), avec un salaire annuel moyen égal à 77 451 $. Le programme a été classé premier ex æquo en France en 2015 par Le Point dans la catégorie « rémunération ».
En 2015, seize diplômés de l'ESSEC figurent au sein du classement Choiseul des « cent leaders économiques de demain », ce qui fait de l'école la première école de commerce française de ce classement.

#### Classements
Si certaines épreuves sont communes entre HEC et l'ESSEC, il s'agit de concours distincts (les épreuves de géopolitique et de culture générale sont différentes entre les deux écoles par exemple), avec des formats d'oraux différents. En particulier, il n'est pas impossible qu'un admis à HEC ne soit pas admissible à l'ESSEC.
Le classement de The Economist n'existe que depuis 2017 et n'est réalisé que tous les deux ans, celui de QS World University depuis 2018, et que le master Grande École n'est classée par le Financial Times que depuis 2010, date du changement de l'appellation du programme de MBA en Msc in Management (devenu depuis 2018 Master in Management).
L'ESSEC est classée à la 2e position du classement Sigem, devant l'ESCP Business School et l'EDHEC Business School, et derrière HEC[source insuffisante].

### Master in Finance
Le Master in Finance remplace l'ancien mastère spécialisé Techniques Financières depuis la rentrée 2016 afin de lui donner une lisibilité plus internationale. Il s'agit d'un Master visé par l'État (contrairement aux mastères spécialisés). Ce programme est enseigné intégralement en anglais et peut être suivi soit en France ou à Singapour.

### Master in Strategy and Management of International Business
Ce Master, à dimension internationale, est un programme généraliste qui forme les étudiants à une multitude de métiers et de secteurs d’activités : la finance (Corporate finance, Financial markets), le conseil en stratégie, le conseil en management, le business développement, l’entrepreneuriat, et bien d’autres.
Composé essentiellement d’étudiants internationaux, et enseigné intégralement en anglais, ce programme est dispensé sur une multitude de sites.
Le programme est classé 3e dans le classement mondial des « Master in Management » du célèbre QS World Ranking en 2020 .

### Global BBA (Bachelor in Business Administration, ex-EPSCI)
L’ESSEC Global BBA est le programme post-bac (en 4 ans) de l'ESSEC, il est différent du programme Grande École (PGE). Il a été créé en 1975 avec l'École des Praticiens du Commerce International (EPSCI), l'école post-bac du groupe ESSEC. En 2010, l'EPSCI devient le Bachelor in Business Administration et fait l'objet de critiques et de confusions sous la marque ESSEC Global BBA depuis 2015. Le diplôme demeure intitulé officiellement ESSEC-EPSCI jusqu'en 2023.
Le diplôme est visé au niveau Bac+4 par le ministère de l'Enseignement supérieur et de la Recherche. Les étudiants sont sélectionnés et admis soit par le biais d'un concours post-bac, le concours Sésame (environ 70 % d'une promotion), soit par le biais de l'admission internationale (environ 25 % d'une promotion), soit en admission parallèle (environ 5 % d'une promotion). Près de soixante nationalités sont représentées. Pour le concours Sésame, le taux de sélectivité est de 12 %, ce qui fait de ce programme le plus sélectif du concours.

### Master in Data Sciences & Business Analytics
Programme hybride qui associe les dernières avancées en matière de science des données à la prospérité de l'entreprise, Accrédité en tant que Master par le Ministère de l'enseignement supérieur français . Classé n ° 4 mondial dans le classement QS 2019 des Masters en Business Analytics 

### Programme doctoral - PhD
Programme lancé en septembre 2006, il est inscrit depuis 2010 dans l’École Doctorale « Management, Mathématiques et Physique » (EM2P), commune à l’ESSEC et à l’Université de Cergy-Pontoise (UCP). Le programme compte 6 concentrations : « Accounting and auditing », Économie, Finance, Management, Marketing, et « Operations Management and Decision Sciences ».

### Recherche

#### Départements
L’École est composée de huit départements de recherche dans différents domaines des sciences humaines.

#### CERESSEC
Le centre de recherche de l’ESSEC (CERESSEC) a été créé en 1969. Évalué par l'AERES pour la première fois en 2013, il a été labellisé équipe d’accueil et se structure autour d’un programme scientifique faisant l’objet d’une contractualisation avec le ministère de l’enseignement supérieur et de la recherche.
Avec 20 publications dans les revues référencées FNEGE et CNRS, l'établissement a été en tête du palmarès de la recherche en gestion établi par le site EducPros pour la 6e édition de son classement de la recherche en management en 2018.
D'après le rapport du HCERES rendu le 13 mai 2019, le CERESSEC est "un laboratoire de recherche de premier plan au niveau national et international, c'est un centre leader français dans le domaine du management et des disciplines connexes." Il soutient le rayonnement de l’école dans les classements nationaux et internationaux. Le centre de recherche regroupe 165 professeurs, sur deux sites à Cergy et à Singapour. Les professeurs travaillent sur neuf thèmes de recherche.

## Campus
L'établissement compte 4 campus : le principal à Cergy, le second à Singapour, un site à La Défense dédié principalement à la formation continue et au MBA, et un site à Rabat. Un projet de campus Afrique-Océan Indien à l'ile Maurice a été annoncé en 2016 avant d'être annulé en 2017.
L'école se veut ouverte sur l'international, et compte ainsi trente-six nationalités parmi les 162 professeurs permanents et 34 % d'étudiants internationaux en formation initiale.
Campus de Cergy
Le campus principal de l'ESSEC est situé à Cergy. Inauguré en 1973, l'ensemble a été pensé à l'origine comme un anti-campus : l'école est insérée dans la ville et ouverte sur l'extérieur, mélangeant élèves et habitants. Ses locaux d'accueil (foyers, cafétérias, chapelle) devaient être à la disposition des Cergyssois. En échange, les étudiants disposaient des équipements et des logements HLM de la ville.
En 1973, la direction de l’ESSEC décide de déménager le campus principal de l’institution de Paris à Cergy-Pontoise, le pari étant de profiter de la construction de cette ville nouvelle en périphérie de la capitale pour y installer un véritable campus universitaire : salles de classe, amphithéâtres, installations sportives et espaces de vie permettent aux étudiants de s’y épanouir sur tous les plans. Le campus est réalisé en 1973 par Ivan Seifert. En 2007, c’est d’ailleurs à son fils Mac Seifert qu’a été confiée la construction de deux nouveaux bâtiments : le Dôme et le Galion, permettant tous deux de doubler la superficie du campus de Cergy. Le dôme, faisant office de salle polyvalente peut accueillir jusqu’à 2 700 personnes. Il est utilisé pour les forums d’entreprises (Career Fairs), des conférences (pendant l’iMagination Week en particulier), pour divers examens et plus largement pour des activités culturelles et sociales, notamment des évènements étudiants tels que la Nuit de l’ESSEC ou des débats des Mardis de l’ESSEC (François Fillon en 2013, Jean-Luc Mélenchon en 2017 ou encore Jean-Michel Blanquer en tant que ministre de l’Éducation nationale en 2018 s’y sont exprimés). Le Galion quant à lui est un bâtiment à usage administratif et pédagogique. Il abrite 54 bureaux et salles de réunions, 8 amphithéâtres, et 12 salles de cours ainsi que des espaces de travail ouverts.
Fin 2018 a été annoncé le projet Campus 2020 qui entend moderniser le campus de Cergy d’ici 2023, pour un coût total de 35 millions d’euros (des financements privés et publics). Pour ce projet d'envergure, l'ESSEC compte sur la construction d’un centre sportif de près de 2 000 m2, la requalification de l’ancien gymnase en un forum des savoirs et du bâtiment administratif existant en espaces destinés aux activités de recherche de l’établissement. Tandis que le gymnase ouvre ses portes en 2023, le reste des travaux sont toujours en cours.
Campus de La Défense
L'ESSEC dispose de locaux dans le CNIT de La Défense depuis 1989, principalement utilisés pour la formation continue et le MBA.
Campus de Singapour
Le campus ESSEC Asie-Pacifique à Singapour a été annoncé en octobre 2012 par Pierre Tapie peu avant son départ et inauguré en mai 2015 par Jean-Michel Blanquer. L'ESSEC était déjà présente en Asie depuis 1980 avec un bureau permanent au Japon et à Singapour depuis 2005 à travers l'ESSEC Asian Center situé dans le National Library Building. Après avoir hésité entre Tokyo, Shanghai et Singapour, l'école avait choisi finalement cette dernière en 2005 notamment pour sa position de porte d'entrée vers l'Asie.
Situé à Nepal Hill, le campus s'étend sur cinq niveaux, 6 500 m2, peut accueillir 1 500 étudiants à l'année et a coûté 24 millions d'euros, entièrement financés par l'ESSEC. Il a été conçu par l'architecte singapourien Dr Liu Thai Ker (ex-architecte de la planification de Singapour) : le bâtiment se veut une fusion entre les styles européens et asiatiques. L'autorité de la construction de Singapour lui remet un prix récompensant sa conception et son efficacité énergétique. L'accent y est mis sur le digital.
Il s'y trouve vingt-deux professeurs permanents sur les cent cinquante-huit que compte le groupe.
Campus de Rabat
La création de ce campus a été annoncée en novembre 2015 par Jean-Michel Blanquer et il a été inauguré en avril 2017.
Le Maroc a été choisi pour la présence déjà effective du partenaire de l'ESSEC qu'est CentraleSupélec, sa proximité avec la France et le nombre important d'alumnis marocains.
Situé à 15 km de Rabat 30 min en voiture) et à 300 m de la mer, le campus s'étend sur 6 000 m2 (dont 2 000 m2 de résidences, 80 lits) et a une capacité de 480 étudiants. Le campus se trouve en plein dans l'axe Casablanca-Rabat-Kenitra, appelé à devenir le poumon économique du pays dans les dix prochaines années. Reste que pour le moment Sidi Bouknadel, la commune où se trouve le campus ne compte encore que 800 habitants, loin des 50 000 espérés d'ici vingt ans. La ville, la prolongation du tramway, les magasins, les appartements et surtout les futures écoles des 10 ha de la zone éducative restent encore à construire. Il s'agit donc d'un pari pour l'ESSEC, qui en avait fait un du même ordre en s'installant en 1973 à Cergy où l'urbanisation était encore balbutiante.
Le campus a été construit spécifiquement pour l'ESSEC par le groupe immobilier Addoha à qui l'école reverse un loyer (proportionnel au nombre d'étudiants accueillis pendant les trois premières années, puis 360 000 €/an au-delà), avec possibilité de racheter les locaux au bout de neuf ans. L'ESSEC n'a ainsi eu qu'un investissement initial de 600 000 € pour l'équipement et le mobilier, qui sont les mêmes que dans les autres campus, dans un souci d'unité.
En parallèle de la constitution d'un corps de professeurs permanents, les cours sont donnés en binôme par des professeurs de Cergy ou Singapour, ainsi que par des professionnels actifs sur place[réf. souhaitée].
L'ESSEC entend également y développer un portefeuille de formation continue, un centre d'analyse sur l'économie africaine à travers une recherche irriguée par un corps professoral permanent, ainsi qu'un écosystème entrepreneurial avec la mise en place d'incubateurs et d'une chaire d'entreprenariat social.
Lors de sa première rentrée, le campus comptait soixante-dix étudiants, dont dix-huit Marocains.
Campus numérique augmenté
Le 22 février 2019, l'ESSEC lance son 5e campus : le "campus numérique augmenté"[réf. souhaitée].

## Élèves

### Admissions

#### Admission sur concours en1reannée

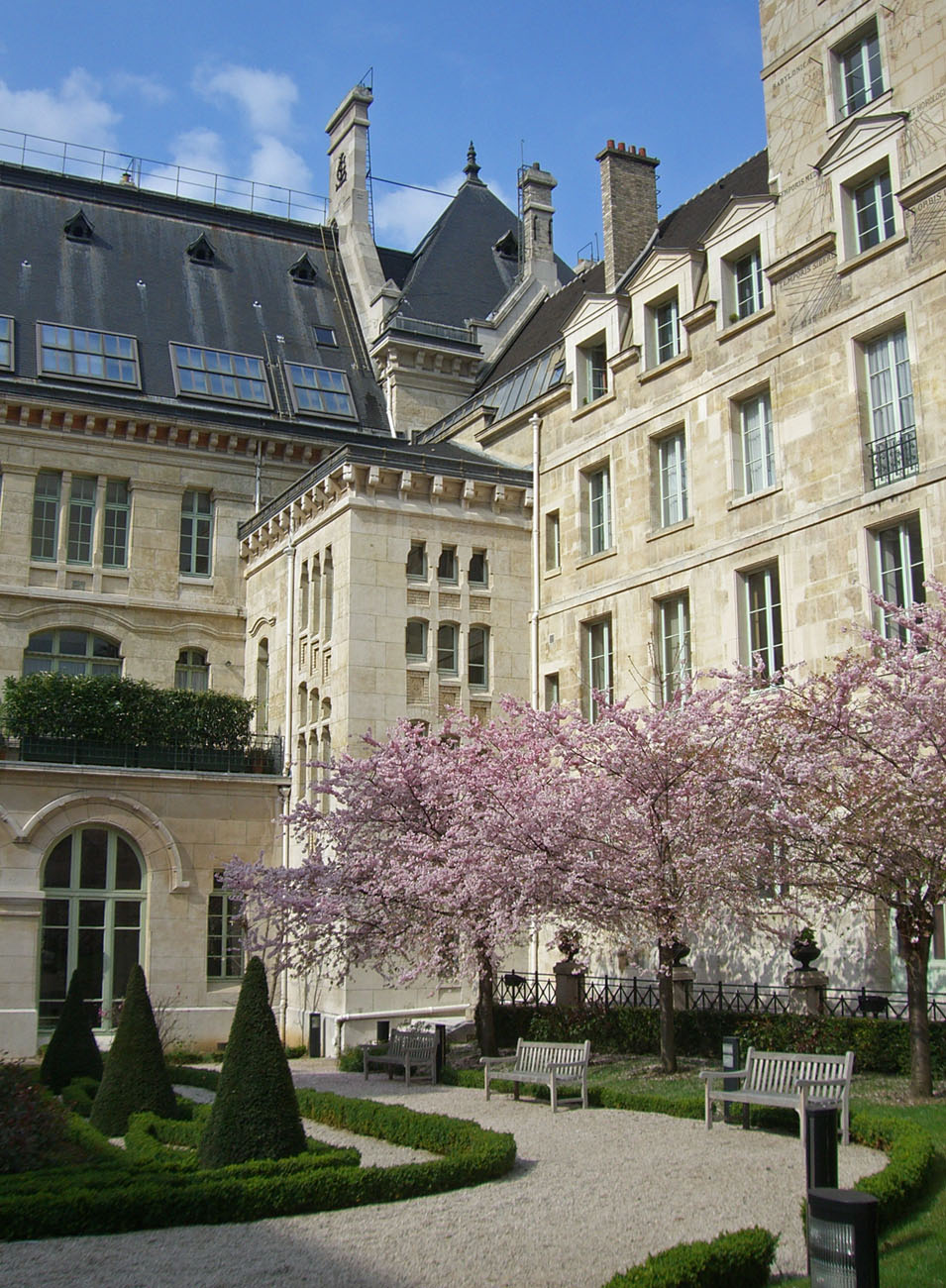
Le lycée Louis-le-Grand envoie chaque année un nombre important d'étudiants à l'ESSEC.

Le programme « Grande École » de l'ESSEC sélectionne une partie de ses étudiants à la suite d'un concours sélectif ouvert aux étudiants de classes préparatoires. En 2016, sur 10 434 étudiants en classes préparatoires, 5 638 ont postulé au concours de l'ESSEC (celui-ci étant considéré comme l'un des plus difficiles on remarque qu'une auto-censure s'opère), seuls 891 ont été admissibles et invités aux examens oraux et 380 ont été finalement admis.
Le concours d'entrée repose sur plusieurs épreuves : mathématiques, économie, histoire géographie, philosophie, culture générale et langues, selon la filière considérée. Les candidats sélectionnés après l'examen écrit sont désignés comme « admissibles » (environ 890 chaque année sur 5500 candidats). En effet, ils ne seront définitivement « admis » qu'après leur succès aux différentes épreuves orales (entretien de personnalité, LV1 et LV2).

#### Admission sur titre en2eannée
Cette section ne s'appuie pas, ou pas assez, sur des sources secondaires ou tertiaires indépendantes du sujet. Le texte peut contenir des analyses inexactes ou inédites de sources primaires.
Pour l'améliorer, ajoutez-en, ou placez des modèles {{Source secondaire souhaitée}} ou {{Source secondaire nécessaire}} sur les passages mal sourcés. (mai 2022)
Après une 1re année, les étudiants sont rejoints par environ 200 étudiants Admis sur Titre. Ces étudiants sont diplômés d'un niveau Bac+4 au minimum (le plus souvent bac+5) en droit, gestion, LSH, etc. d'un diplôme d'une École d'ingénieur, d'un IEP, pharmacie, médecine, vétérinaire, etc.
L'admission se fait sur examen d'un dossier (excellence académique antérieure), lettres de recommandation, score à un test d'anglais (TOEIC, TOEFL, Cambridge Test ou IELTS), score à un test d'aptitude au management (GMAT ou Tage Mage), engagement associatif, etc., puis par un oral de motivation, exigeant, de 45 minutes devant un jury de trois personnes (un professeur, un professionnel, un étudiant).
S'ajoutent aux admis sur diplôme français environ cent vingt étudiants admis sur un diplôme d'un pays étranger, d'un niveau Bachelor minimum (équivalent Bac+3).

### Vie associative

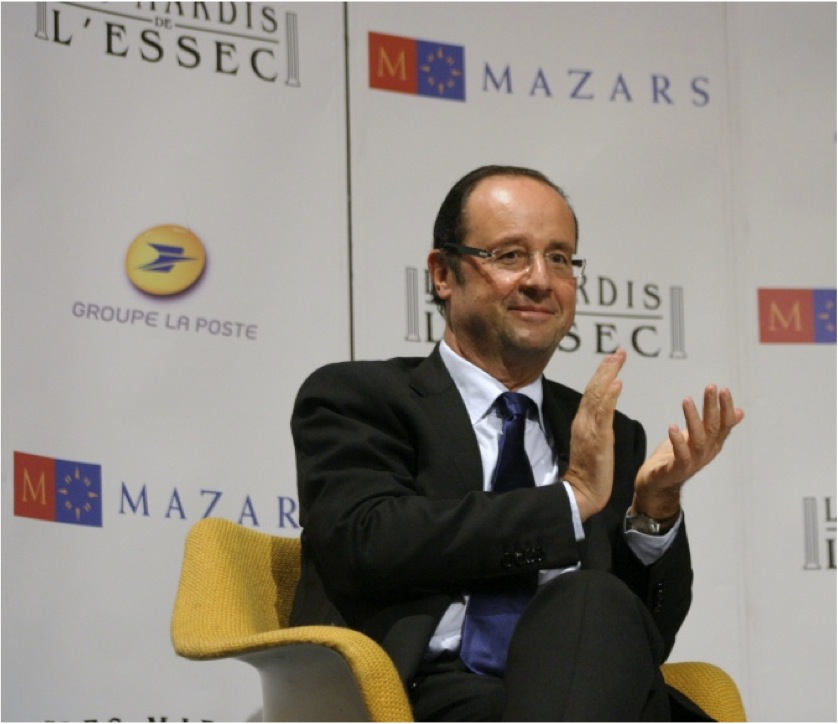
François Hollande reçu par Les Mardis de l'ESSEC en 2011.

L'école a une vie associative, comme les autres établissements d'enseignement supérieur.
L'association des diplômés du groupe ESSEC ou ESSEC Alumni est une association loi de 1901 fondée en 1923.

## Personnalités liées à l'ESSEC

### Enseignants
- Vincenzo Esposito Vinzi
- Florin Aftalion
- André Fourçans
- Patrice Poncet
- Xavier Pavie
- Raymond-Alain Thietart
- Maurice Thévenet

### Anciens élèves et diplômés
L'ESSEC dispose d'un partenariat avec la prépa concours de la haute fonction publique de Paris 1-ENS Ulm qui permet aux élèves de passer les concours administratifs français de haut niveau (INSP, Banque de France...). L'ESSEC est également intégrable par les élèves de l'Institut d'études politiques de Paris via les admissions sur titre, qui prépare également aux concours de la haute fonction publique.
Anciens élèves notables de l'ESSEC et de l'INSP (ex-ENA) :
- Michel Bon (E66, Stanford, IEP, ENA), ex-président de Carrefour, ex-DG de l'ANPE, ex-président de France Télécom
- Charles de Courson (E74, ENA), magistrat à la Cour des Comptes puis Député et homme politique.
- Pierre-André de Chalendar (E79, ENA), PDG de Saint-Gobain
- Jean-Philippe Cotis (E79, ENA), DG de l'INSEE
- Jean-Pierre Lacroix (E83, IEP, ENA), diplomate français, secrétaire général adjoint des Nations unies et directeur des opérations de maintien de la paix.
- Véronique Bédague-Hamilius (E87, IEP, ENA), ancienne directrice de cabinet du Premier ministre (2014-2016) et PDG de Nexity Immobilier Entreprise
- Olivier Sichel (E89, IEP, ENA), inspecteur des finances, ancien PDG de Wanadoo
- Fleur Pellerin (E94, IEP, ENA), femme politique, femme d'affaires et ancienne haute fonctionnaire française[93]
- Claire Landais (E95, IEP, ENA), haute fonctionnaire française, conseillère d'État, secrétaire générale du Gouvernement et ex-secrétaire générale de la Défense et de la Sécurité nationale.
- Alexis Kohler (E95, IEP, ENA), Secrétaire Général de l'Elysée
- Guillaume Larrivé (E98, IEP, ENA), conseiller d’État, ancien député de l'Yonne
- Sébastien Proto (E00, IEP, ENA), ex-associé-Gérant de la banque Rothschild & Cie
- Nicolas Namias (E02, IEP, ENA), directeur général et président du directoire du groupe BPCE(Banque Populaire - Caisse d'Epargne)
- Amélie Oudéa-Castéra (E02, IEP, ENA), Ministre des sports[réf. nécessaire]
- Emmanuelle Mignon (E90, IEP, ENA), ex-directrice de cabinet de Nicolas Sarkozy
- Julien Bargeton (E96, IEP, ENA), sénateur, magistrat à la Cour des comptes et homme politique français
- Michel Cadot (E75, Panthéon-Assas, IEP, ENA), ex-préfet et haut fonctionnaire français

- Guillaume Kasbarian, député dans la première circonscription d'Eure-et-Loir